# Orsolya Genzel-Boroviczeny
Orsolya Genzel-Boroviczeny (* 1953) ist eine deutsche Ärztin und Hochschullehrerin.

## Leben
Genzel-Boroviczeny studierte Medizin und Physik in Bonn und verbrachte das Praktische Jahr 1978/79 in Boston an der Harvard Medical School und an der Boston University. Daran schloss sich ihre Facharztausbildung in Oakland Children’s Hospital, Kalifornien, an. In den neun Jahren in den USA war Genzel-Boroviczény zwei Jahre als Post Doctoral Fellow im Donner Laboratory in Berkeley, Kalifornien, tätig und legte damit den Grundstein für ihren Forschungsschwerpunkt in der Ernährung von Frühgeborenen. Mit diesem Thema setzte sie sich auch im Zuge ihrer 1999 in München erfolgten Habilitation auseinander. Nach der Rückkehr nach Deutschland vervollständigte sie ihre deutsche Facharztausbildung an der Kinderklinik der Universität München, um sich dann ganz der Neonatologie zu widmen.
Als eine der ersten in Bayern erhielt sie 1994 die neu geschaffene Zusatzbezeichnung Neonatologie und war von 1994 bis 2003 als Oberärztin der Neonatologie Großhadern tätig, für zweieinhalb Jahre auch als kommissarische Leiterin. Von 2003 bis zu ihrer Pensionierung im Jahr 2019 leitete sie  die Neonatologie Campus Innenstadt des Klinikums der Universität München.

## Privates
Genzel-Boroviczeny ist die Tochter von Karl Georg und Irene Boroviczény von Kisvárda und Enkelin von Aladár Boroviczény von Kisvárda und damit Nachfahrin von Joseph-Niklas zu Windisch-Graetz. Sie ist mit dem Nobelpreisträger Reinhard Genzel verheiratet und hat zwei Kinder.

## Werke
- Mit Reinhard Roos und Hans Proquitté (Hrsg.): Checkliste Neonatologie. Vierte Auflage. Thieme, Leipzig 2010, ISBN 978-3131250544.